# Багдади (село)
Багдади (груз. ბაღდადი) — село в Грузии, на территории Озургетского муниципалитета края (мхаре) Гурия.

## География
Село находится в западной части Грузии, на правом берегу реки Натанеби, на расстоянии приблизительно 4 километров (по прямой) к востоку от города Озургети, административного центра муниципалитета. Абсолютная высота — 220 метров над уровнем моря.

## Население
По результатам официальной переписи населения 2014 года, в Багдади проживало 678 человек (332 мужчины и 346 женщин). В национальной структуре населения грузины составляли 99 %, армяне — 0,44 %, русские — 0,44 %.
| Год  | Население, человек |
| ---- | ------------------ |
| 2002 | 948                |
| 2014 | ↘ 678              |